# Anne Marie Thistler

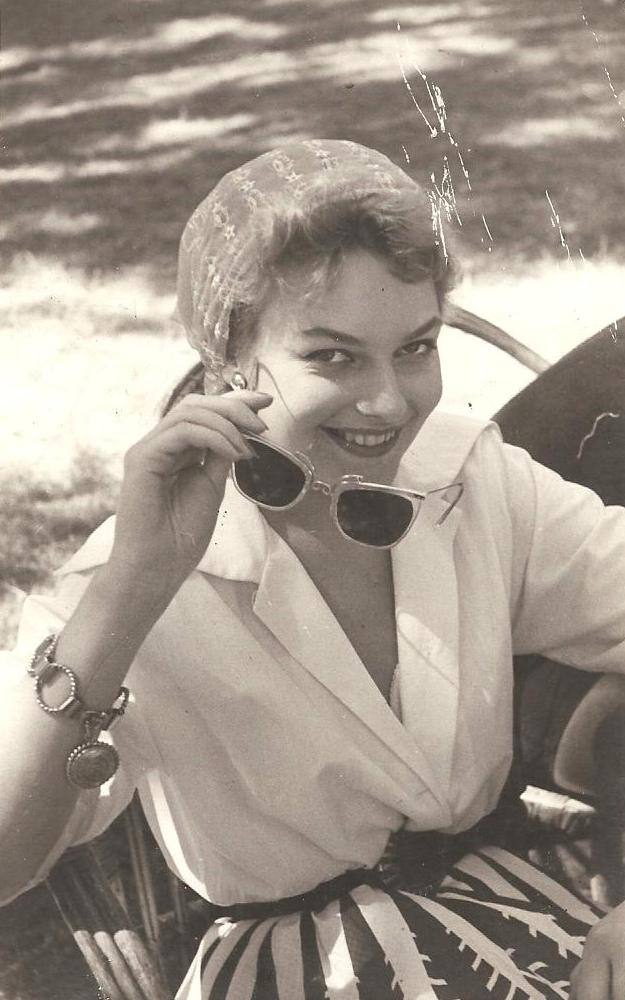

Anne-Marie Tistler foi uma top model e atriz sueca eleita Miss Suécia 1952 e representante de seu país no concurso Miss Universo, onde alcançou as semifinais. Emigrou para o México e passou a usar o nome de Anne-Marie de Bosques. Apareceu em alguns filmes durante a década de 50.

## Filmografia
- 1954 - Divisionen
- 1955 - Hunden och bilen
- 1957 - Vägen genom Skå